# サン・カッシアーノ
サン・カッシアーノ（イタリア語: San Cassiano）は、イタリア共和国プッリャ州レッチェ県にある、人口約2,000人の基礎自治体（コムーネ）。

## 地理

### 位置・広がり

#### 隣接コムーネ
隣接するコムーネは以下の通り。
- ボトルーニョ
- ノチーリア
- ポッジャルド
- サナーリカ
- スペルサーノ